# Rheinmünster
Rheinmünster es un municipio alemán perteneciente al distrito de  Rastatt en el estado federado de Baden-Wurtemberg. Barrios son Greffern, Hildmannsfeld, Schwarzach, Söllingen y Stollhofen.

## Puntos de interés
- Monasterio de Schwarzach, nombre dado a la antigua iglesia de San Pedro y San Pablo de la antigua abadía benedictina de Schwarzach[3]

Monasterio de Schwarzach
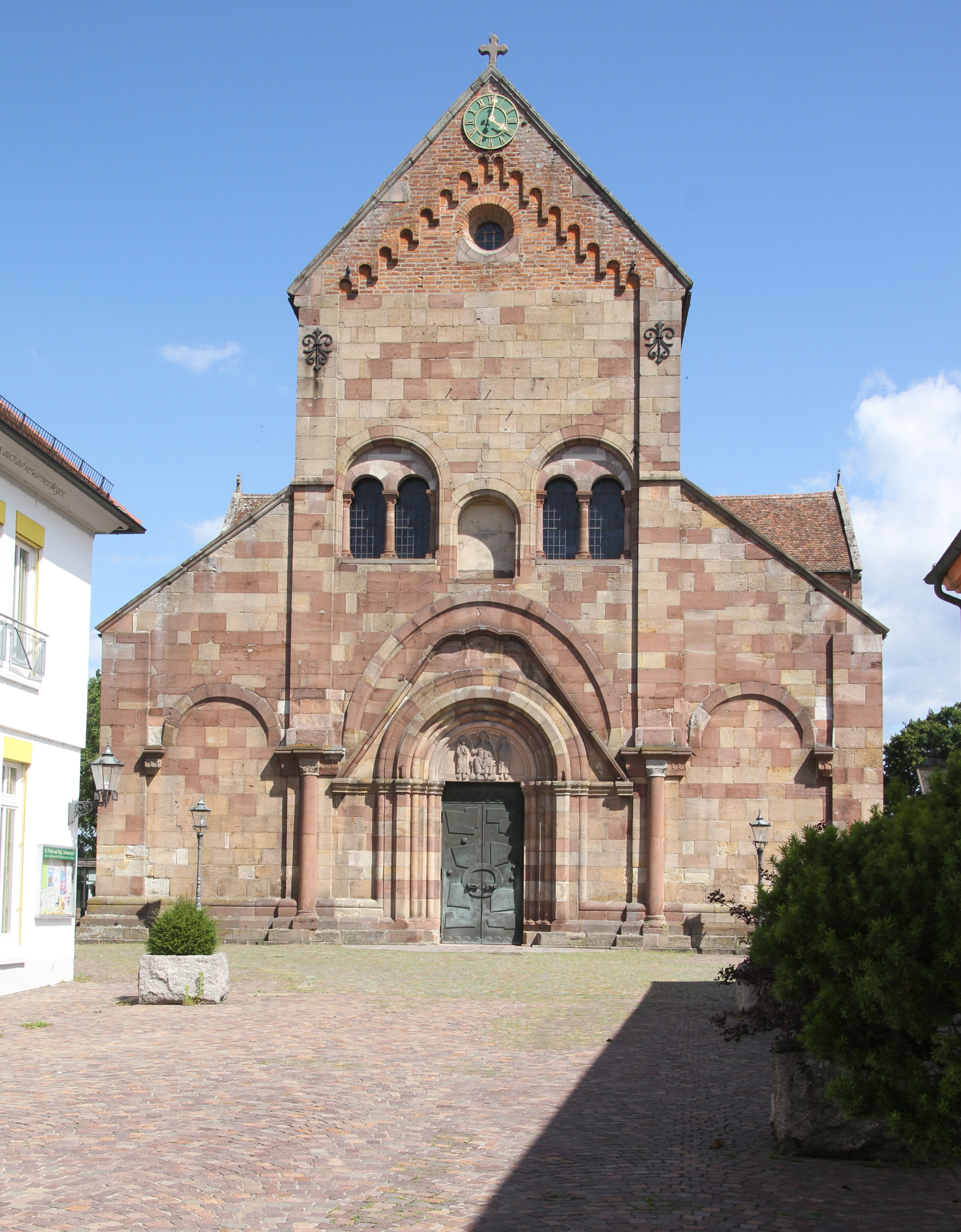
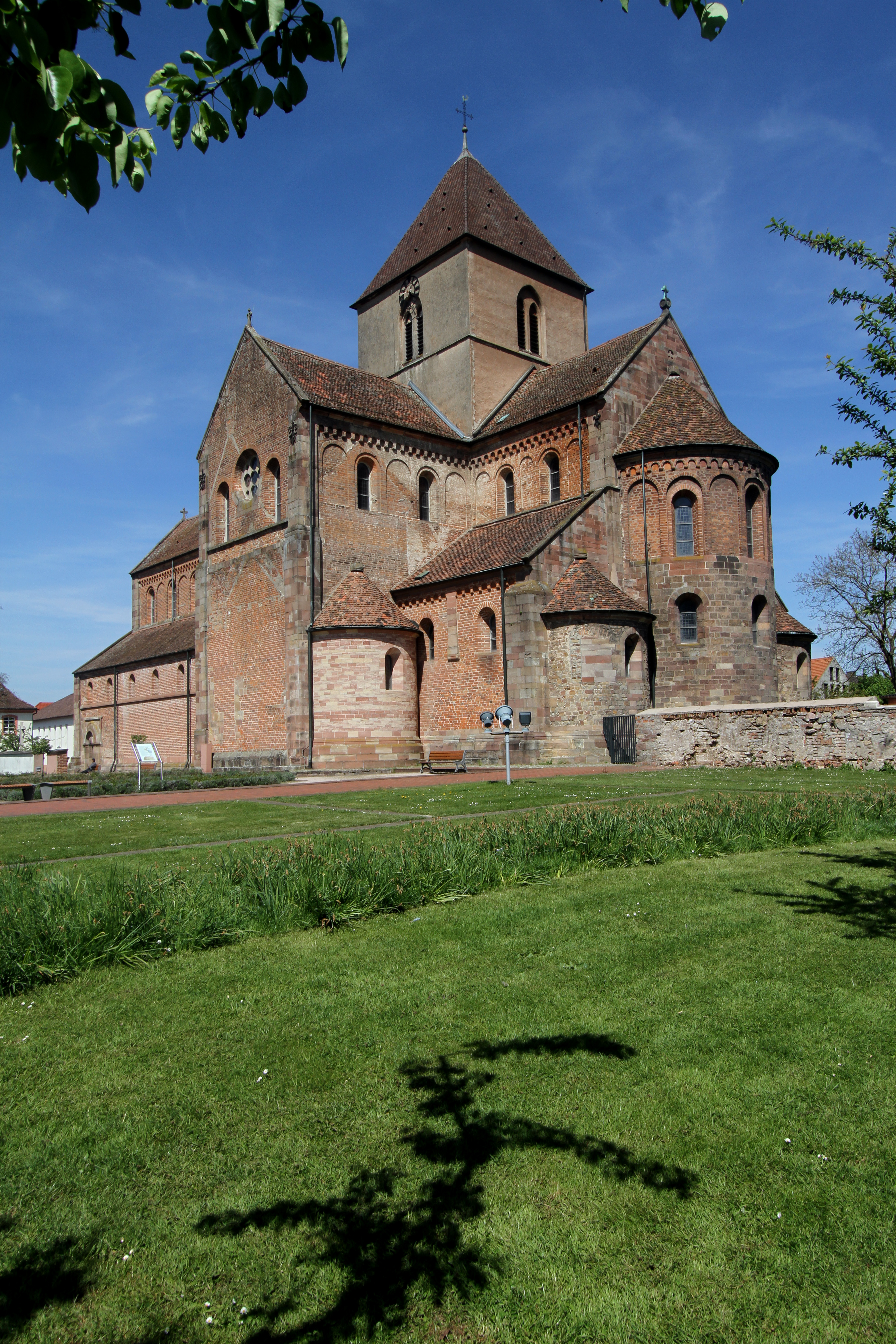
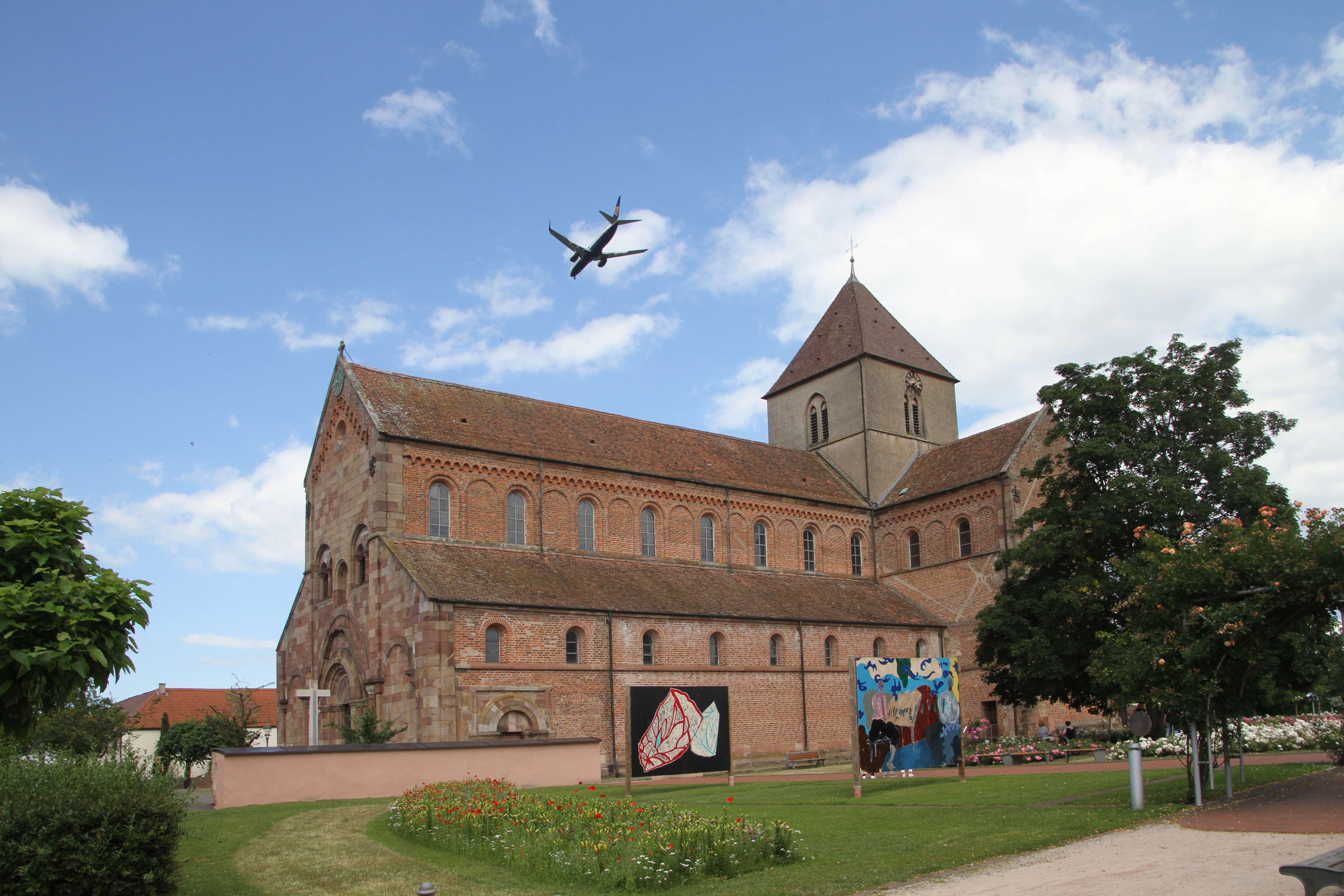
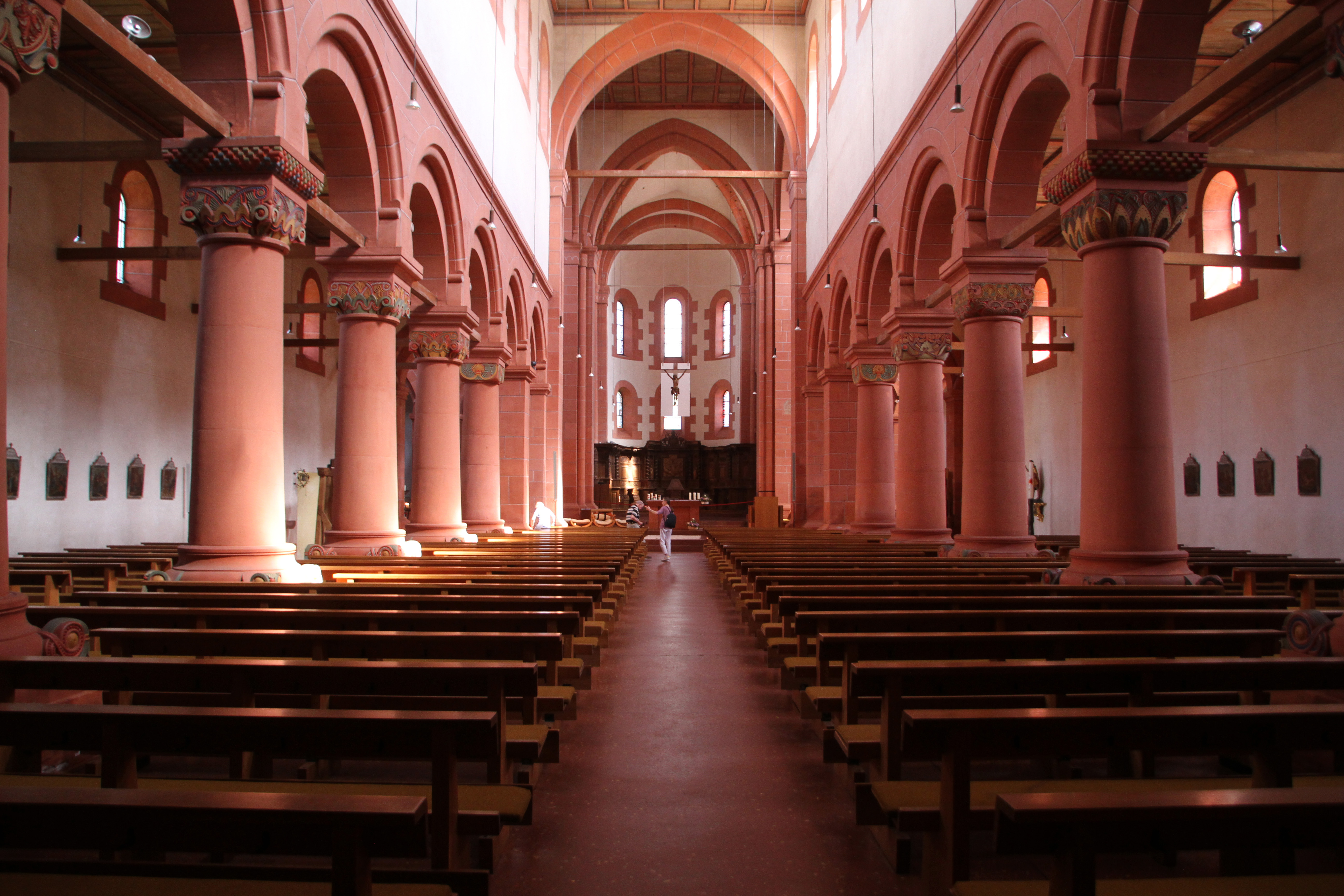
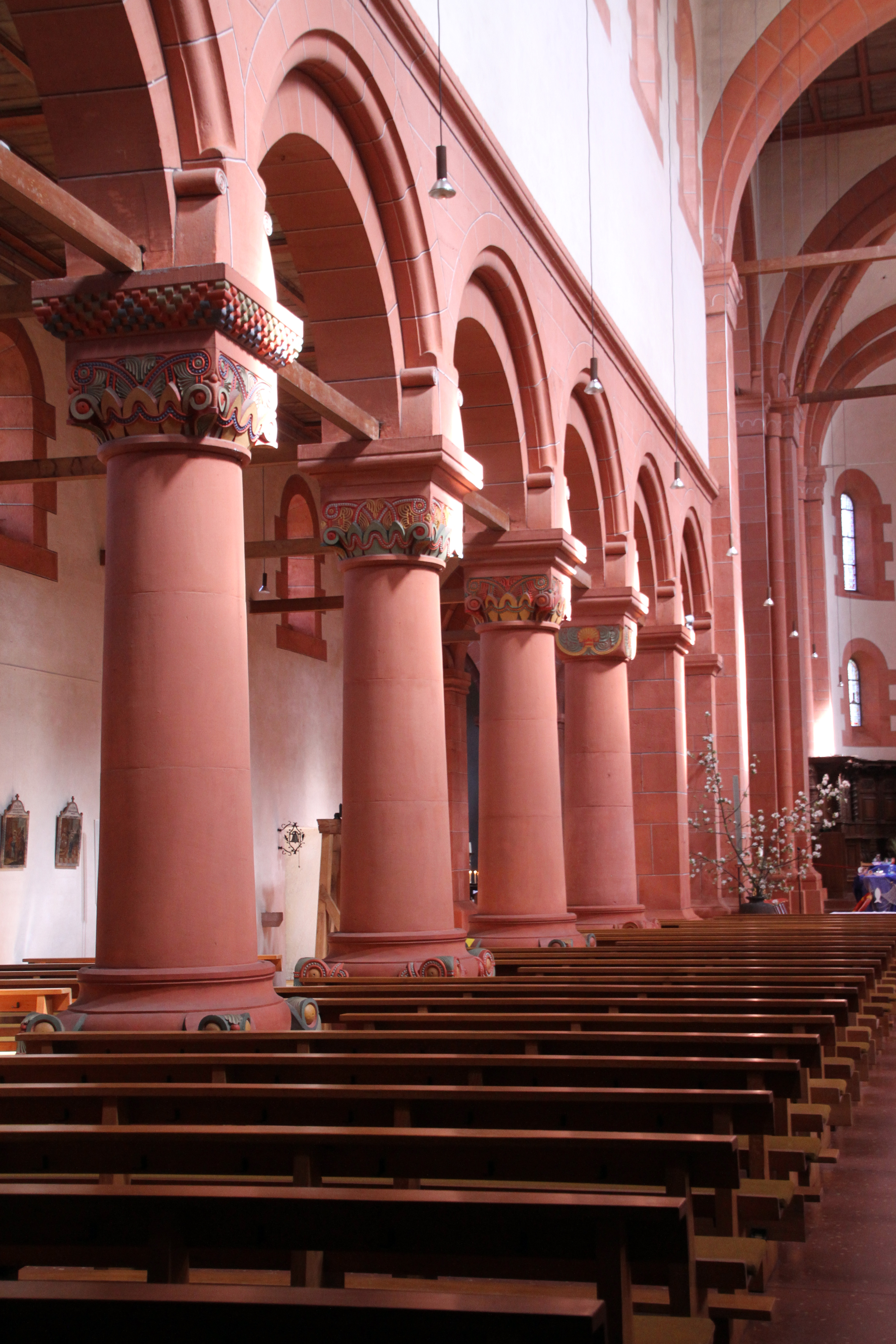
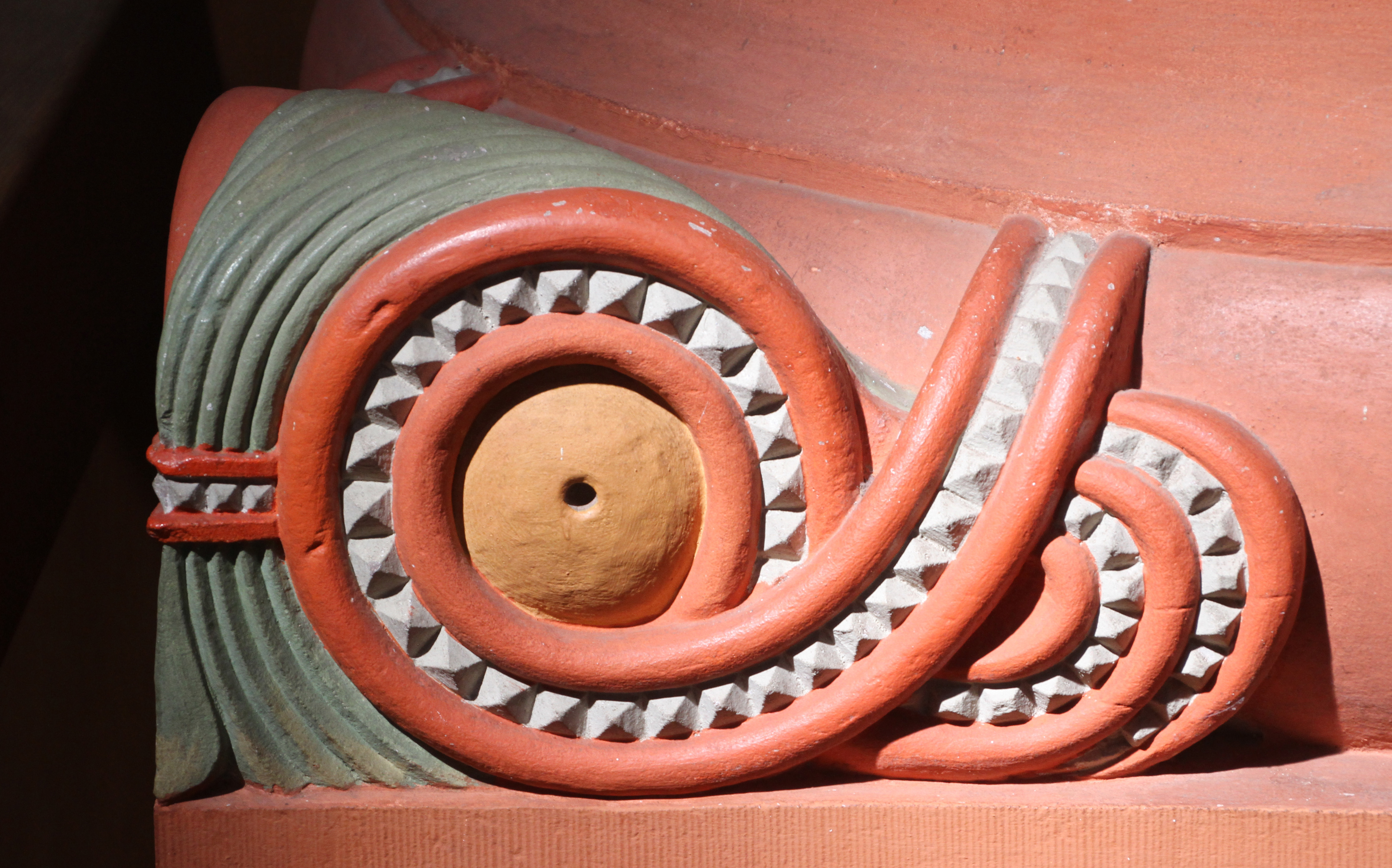
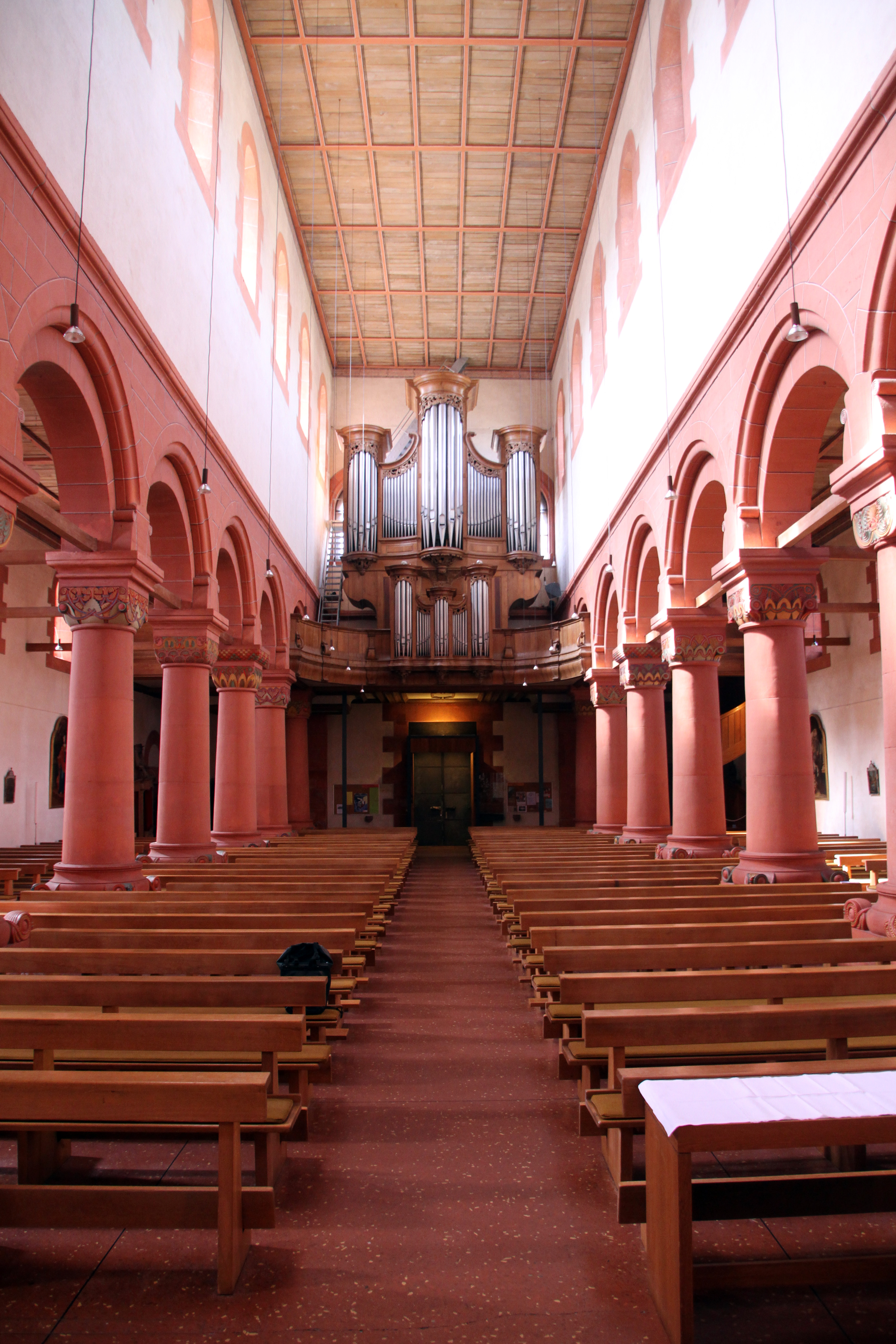
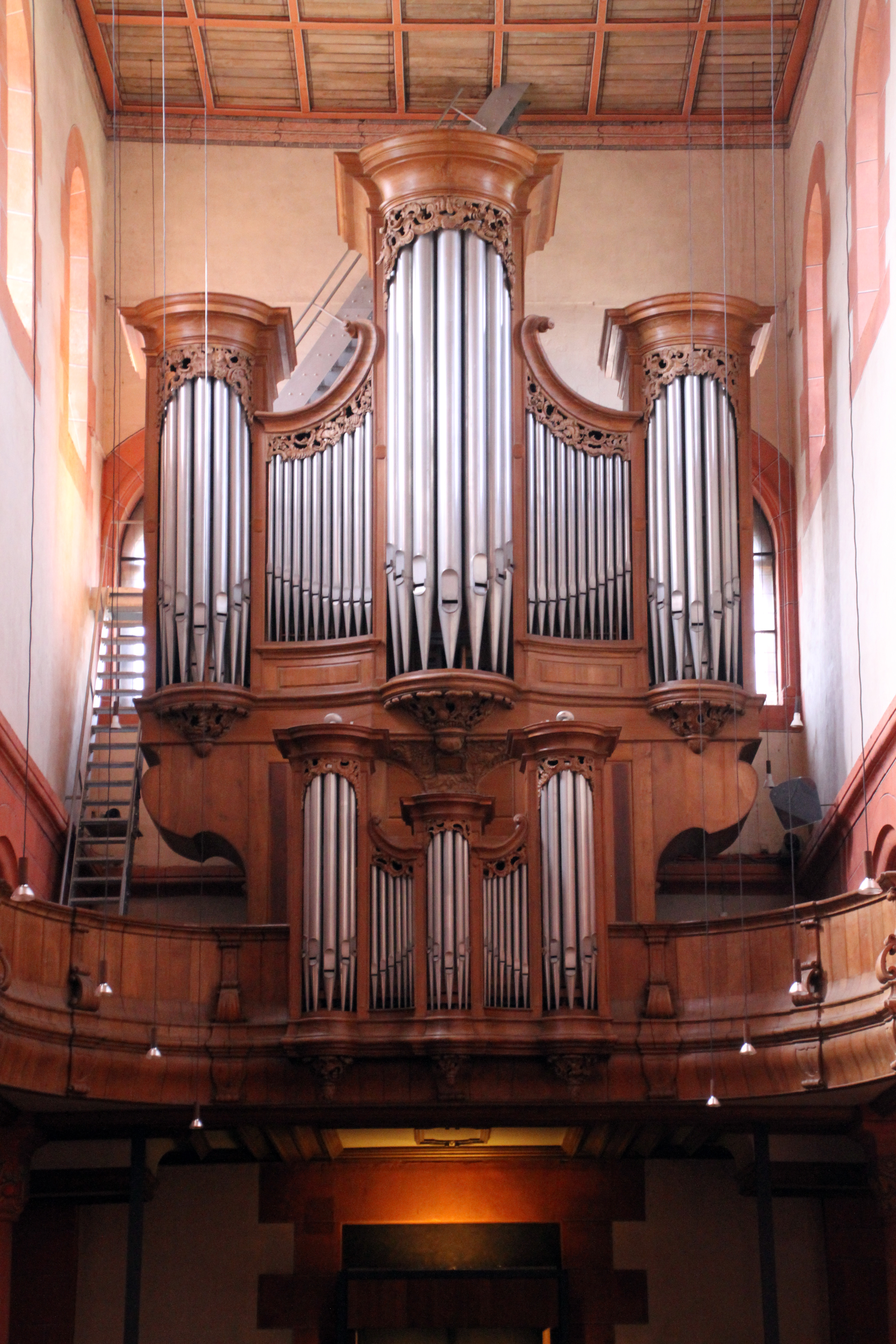
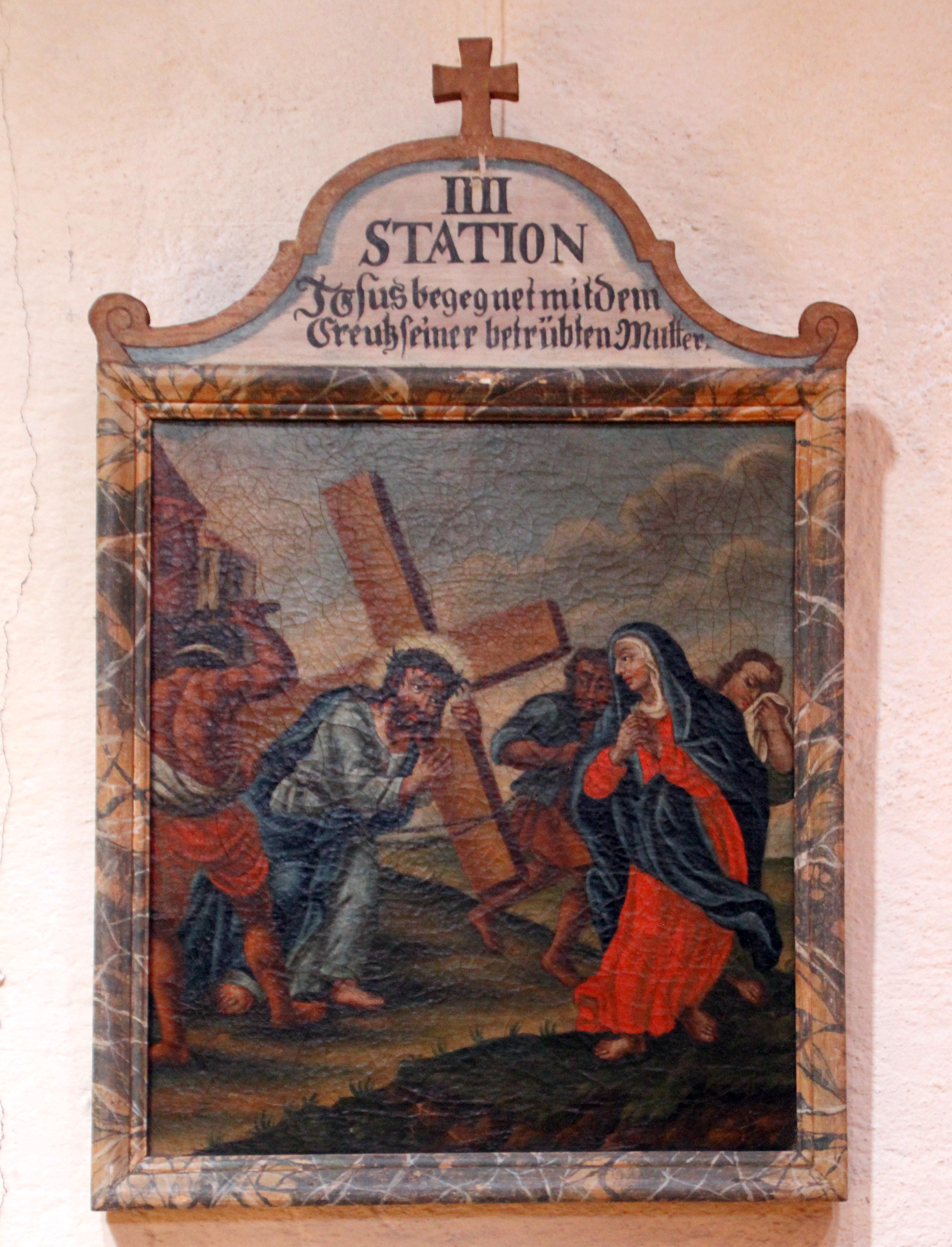